# هارون كونواي
هارون كونواي (بالإنجليزية: Aaron Conway)‏ (29 مارس 1985 بدندي في المملكة المتحدة - ) هو لاعب كرة قدم بريطاني في مركز جناح. لعب مع دندي يونايتد وكارنوستي بانمور ونادي دندي ونادي كلايد ونادي إيست فيف وBuckie Thistle F.C. ‏ وفورفار أثلتيك ‏ ونادي ليفينغستون لكرة القدم ونادي بيترهيد ‏.

## وصلات خارجية
- هارون كونواي على موقع قاعدة بيانات كرة القدم.إي يو (الإنجليزية)
- هارون كونواي على موقع Soccerbase.com (لاعب) (الإنجليزية)